# Tygydie Morko
Tygydie Morko (ros. Тыгыде Морко) – wieś (dieriewnia) w Rosji, w Mari El, w rejonie morkińskim. W 2010 liczyła 309 mieszkańców.